# الأرشيف الوطني (البرازيل)
الأرشيف الوطني للبرازيل هو العنصر المركزي في نظام إدارة الملفات (SIGA) في البرازيل. تم إنشاؤه في 2 يناير 1838 ومقره في ريو دي جانيرو. وفقًا لقانون الأرشيفات (القانون رقم 8.159) الصادر في 8 يناير / كانون الثاني 1991 ، من واجبه تنظيم التراث الوثائقي للحكومة الفيدرالية وخدمته للدولة والمواطنين، وتخزينه، وحفظه، وإتاحة الوصول إليه، وإعلانه. 
تحتوي مجموعة الأرشيف الوطني على 55 كم من الوثائق النصية ؛ 2,240,000 صورة وسلبيات؛ 27,000 الرسوم التوضيحية والرسوم المتحركة. 75000 خريطة وخطط 7000 أسطوانة و 2000 شريط صوتي مغناطيسي 90,000 لفة من الأفلام و 12,000 أشرطة الفيديو. كما أن لديها مكتبة متخصصة في التاريخ، والمحفوظات، وعلم المعلومات، والقانون الإداري والإدارة العامة، مع حوالي 43000 كتاب وكتب، و 900 جريدة و 6,300 عمل نادر. 